# Javacarus marginatus
Javacarus marginatus är en kvalsterart som först beskrevs av Hammer 1973.  Javacarus marginatus ingår i släktet Javacarus och familjen Lohmanniidae. Inga underarter finns listade i Catalogue of Life.